# Marcos Fis Ballester
Marcos Fis Ballester (geboren am 1. März 2007 in Ciudad Real) ist ein spanischer Handballspieler, der auf der Spielposition rechter Rückraum eingesetzt wird.

## Vereinskarriere
Fis begann mit dem Handball in seiner Geburtsstadt Ciudad Real beim Verein Alarcos Ciudad Real als linker Verteidiger. Er wechselte im Sommer 2024 zum Verein Caserío Ciudad Real, der in der División de Honor Plata, der zweiten spanischen Liga, antrat und mit dem er den Aufstieg in die División de Honor („Liga Plenitude“) schaffte.
Ab Sommer 2025 läuft Fis in der Liga Plenitude, der ersten spanischen Spielklasse, mit dem Verein Fraikin BM Granollers auf. Er erhielt einen Zweijahresvertrag bis 2027.

## Auswahlmannschaften
Marcos Fis spielte ab 2022 für Auswahlmannschaften der Real Federación Española de Balonmano (RFEBM).
Am 2. November 2023 lief Fis erstmals mit der Jugendnationalmannschaft Spaniens auf. Mit dieser Auswahl nahm er an der U-18-Europameisterschaft 2024 (8. Platz) teil und wurde dort in drei Spielen als Player of the Match ausgezeichnet. Bis August 2024 bestritt er 19 Spiele für die Jugendauswahl und warf darin insgesamt 116 Tore.
Spaniens Trainer Jordi Ribera berief Fis im April 2025 für die Europameisterschafts-Qualifikationsspiele im Mai 2025 in die A-Nationalmannschaft, Fis absolvierte gegen Lettland seinen ersten Einsatz im Dress der Nationalmannschaft Spaniens.

## Privates
Sein Vater ist Julio Fis, der ebenfalls professionell Handball spielte. Auch Marcos Fis' jüngerer Bruder, der wie der Vater Julio Fis heißt, spielt Handball. Durch seinen aus Kuba stammenden Vater besitzt Marcos Fis auch die kubanische Staatsangehörigkeit.